# Rejon halicki
Rejon halicki (ukr. Галицький район) – dawny rejon w składzie obwodu iwanofrankiwskiego.
Jego powierzchnia wynosi 723 km². Siedziba rejonu znajdujowała się w Haliczu.
Zlikwidowany w 2020 roku ramach reformy decentralizacyjnej na Ukrainie. Jego ziemie weszły w skład nowegorejonu iwanofrankiwskiego.

## Spis miejscowości
- Błudniki (Блюдники)
- Bołszowce (Більшівці)
- Bouszów (Бовшів)
- Bryn (Бринь)
- Bursztyn (Бурштин)
- Byszów (Бишів)
- Chochoniów (Хохонів)
- Demeszkowce (Демешківці)
- Demianów (Дем'янів)
- Delejów (Делієве)
- Dorohów (Дорогів)
- Dubowce (Дубівці)
- Dytiatyn (Дитянин)
- Halicz (Галич)
- Hanowce (Ганнівці)
- Jabłonów (Яблунів)
- Jezierzany (Озеряни)
- Jeziorko (Озерце)
- Kończaki[3] (Кінчаки)
- Kołodziejów (Колодіїв)
- Komorów (Комарів)
- Konkolniki (Кукільники)
- Korostowice (Коростовичі)
- Kryłos (Крилос)
- Krymidów (Кремидів)
- Kunaszów (Кінашів)
- Kunicze (Куничі)
- Kuropatniki (Куропатники)
- Kurów (Курів)
- Kurypów (Курипів)
- Łany (Лани)
- Mariampol (Маріямпіль)
- Martynów Nowy (Новий Мартинів)
- Martynów Stary (Старий Мартинів)
- Meducha (Медуха)
- Medynia (Мединя)
- Międzyhorce (Межигірці)
- Nabereżne (Набережне)
- Narajiwka (Нараївка)
- Nastaszczyn (Насташине)
- Niemszyn (Німшин)
- Ostrów (Острів)
- Perłowce (Перлівці)
- Podilla (Поділля)
- Podszumlańce (Підшумлянці)
- Popławniki (Поплавники)
- Prydnistrowja (Придністров'я)
- Pukasowce (Пукасівці)
- Ruzdwiany (Різдвяни)
- Sadki (Садки)
- Sapahów (Сапогів)
- Skomorochy Nowe (Нові Скоморохи)
- Skomorochy Stare (Старі Скоморохи)
- Słoboda (Слобода)
- Słobódka Bołszowiecka (Слобідка Більшівцівська)
- Sobotów (Суботів)
- Sokół (Сокіл)
- Szewczenkowe (Święty Stanisław)[4][5] (Шевченкове)
- Temerowce (Темирівці)
- Tenetniki (Тенетники)
- Tumirz (Тумир)
- Tustań (Тустань)
- Wiktorów (Вікторів)
- Wodniki (Водники)
- Woronica (Ворониця)
- Wyhówka (Вигівка)
- Wysoczanka (Височанка)
- Zadnistrianśke (Задністрянське)
- Zagórze Konkolnickie (Загір'я-Кукільницьке)
- Załukiew (Залуква)
- Żelibory (Жалибори)

Nieistniejące
- Siedliska[6]
- Wołczków